# Гаген (місто)
Га́ген (нім. Hagen), також іноді Га́ґен — місто земельного підпорядкування на заході Німеччини, у федеральній землі Північний Рейн — Вестфалія, на південному сході Рурського регіону. Гаґен часто називають воротами Зауерланду (нім. das Tor zum Sauerland), оскільки він межує з північно-західною частиною цього регіону. Населення 190,1 тис. осіб (2009).

## Населення
| Рік  | Населення |
| ---- | --------- |
| 1995 | 213 747   |
| 2000 | 205 201   |
| 2005 | 198 780   |
| 2010 | 190 121   |

## Культура
На території міста розташований Вестфальський державний музей ремесел і техніки — музей просто неба, у якому відтворено процес розвитку ремесел і техніки Вестфалії кінця XVII — початку ХХ ст.

## Відомі уродженці і жителі
- Ганс Ніланд (1900—1976) — німецький політик, доктор права, бригадефюрер СС, обербургомістр Дрездена (1940—1945)
- Еміль Шумахер (1912—1999) — німецький художник-абстракціоніст.
- Артур Аксман (1913—1996) — політик нацистської Німеччини, керівник німецької молодіжної організації Гітлер'югенд (1940—1945), рейхсляйтер.
- Ганс-Георг Борк (1924—2011) — німецький офіцер.

## Міста-побратими
Гаген є побратимом таких міст:
- Елк, Польща (1955)
- Левен, Франція (1960)
- Коувола, Фінляндія (1963)
- Монлюсон, Франція (1965)
- Штегліц-Целендорф, Німеччина (1967)
- Брук-ан-дер-Мур, Австрія (1975)
- Смоленськ, Росія (1985)
- Модіїн, Ізраїль (1997)

## Примітки

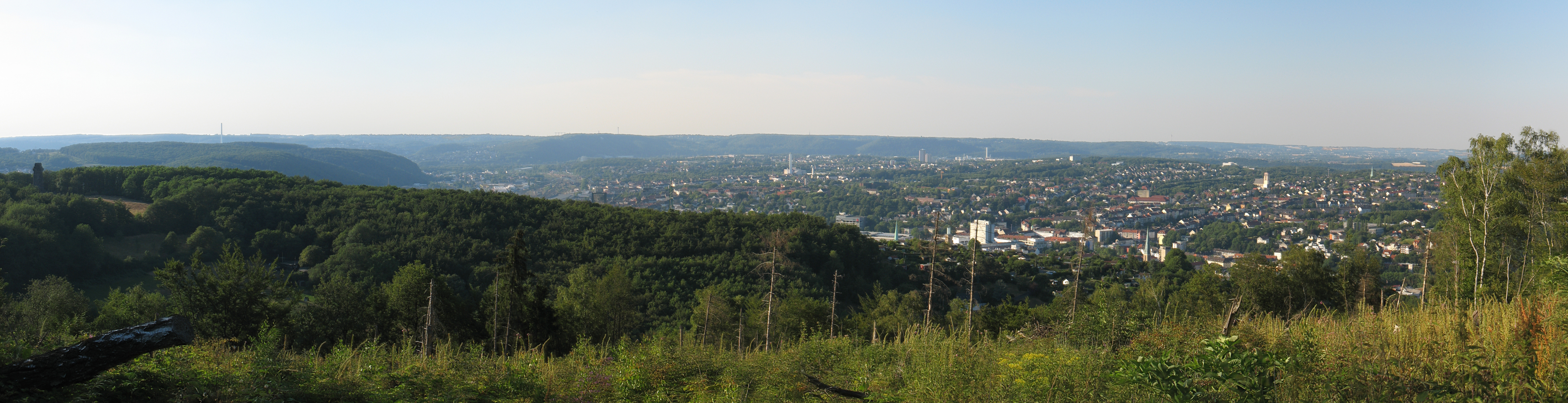
Панорама Гаґену